# Пригоди Сніговика Фрості
«Пригоди Сніговика Фрості» (англ. Frosty the Snowman) — американський різдвяний короткометражний мультфільм, знятий спеціально для телебачення в 1969 році за мотивами однойменної популярної різдвяної пісні. Прем'єра відбулася 7 грудня 1969 на каналі CBS (по цьому каналу його передають і донині). В озвучуванні мультфільму взяли участь відомі комедіанти: Джиммі Дуранте виступив в ролі оповідача (для нього ця роль стала останньою в кінематографі), а головного героя, Сніговика Фрості, озвучив Джеккі Вернон. Артур Ренкін молодший і Джулс Бесс хотіли надати мультфільму і його персонажам вид різдвяної листівки, тому як розробник дизайну персонажів і фонів був найнятий Пол Кокер молодший, який раніше створював вітальні листівки й працював у журналі «Mad» художником. За анімацію відповідала японська студія Mushi Production, а постановником став режисер-мультиплікатор Осаму Дедзакі. Часто співпрацював з Ренкін та Бесс і сценарист Ромео Мюллер, що адаптував і доповнив сюжет пісні для телебачення, як він зробив раніше з класичним мультфільмом про оленятка Рудольфа. Американське видання TV Guide поставило мультфільм на 4 місце в списку 10 найкращих сімейних святкових спецвипусків.

## Сюжет
У Святвечір учителька запрошує Професора Гінкля, фокусника-недотепу, щоб той влаштував виставу для дітей на Різдвяне свято. Швидко розчарувавшись в його трюках, діти йдуть на вулицю пограти, потім ліплять сніговика і дають йому ім'я Фрості. В цей час кролик Гінкля, на ім'я Фокус-Покус вибігає зі школи, будучи накритим капелюхом. Потім вітер здуває капелюх, і він приземляється Фрості на голову, через що сніговик оживає. Дізнавшись, що капелюх чарівний, Гінкль повертає його собі. У відповідь на прохання дітей віддати капелюх, Гінкль каже, що коли вони виростуть, то зрозуміють, що сніговики не можуть ожити, і йде. Однак кролик Фокус збігає з капелюхом і віддає його дітям. Сніговик Фрості знову оживає. Але погода стає тепліше, і Фрості хвилюється, що може розтанути. Діти вирішують відправити його на Північний полюс. З Фрості відправляється дівчинка Карен. Дізнавшись, що у них немає грошей на квитки, вони їдуть в ізотермічному вагоні поїзда, що прямує на північ. Але Гінкль проникає на поїзд, сподіваючись отримати свій капелюх назад. Бачачи, що Карен замерзає в вагоні, Фрості вирішує її зігріти. Він пропонує Фокусу розшукати лісових звіряток, попросити їх розвести багаття для Карен, і знайти Санта Клауса, щоб той міг вказати дівчинці шлях додому, а Фрості — на Північний полюс. Гінкль незабаром з'являється і гасить багаття. Фрості й Карен тікають від нього, і ховаються в оранжереї, де ріс молочай прекрасний. А злий Гінкль замкнув їх там.
Тим часом Фокус повертається разом із Сантою і бачить, що Карен плаче над Фрості, що розтанув. Але Санта пояснює, як зліпили Фрості з різдвяного снігу, і він повертатиметься щозими. Він відкриває двері оранжерей, і повертає Фрості до життя. Але не встигли вони надіти на сніговика капелюх, Гінкль знову починає вимагати його назад. Санта у відповідь попереджає його, що якщо він візьме цей капелюх, то до кінця життя не отримає жодного подарунка на Різдво. Гінкль лякається, але Санта обіцяє йому, що якщо він напише вибачення Фрості «100 зільйонів разів», то, можливо, він подарує йому новий капелюх. Гінкль біжить додому писати вибачення, а Санта надягає Фрості капелюх, і той оживає. Санта повертає Карен додому і допомагає Фрості дістатися до Північного полюса, обіцяючи, що наступного літа він повернеться.
В кінці мультфільму, Фрості й дітлахи влаштовують в місті парад, в якому бере участь і професор Гінкль з новим капелюхом на голові. В кінці параду Фрості залазить в сани Санти й вони відправляються на Північний полюс. Фрості змінює останній рядок пісні, і каже «Я повернуся на Різдво!» (англ. I'll be back on Christmas Day!).

## Ролі озвучували
- Джеккі Венона — Фрості
- Джиммі Дуранте — оповідач
- Джун Форей — Карен / вчителька / друзі Карен; всі репліки Карен, крім пісень, для більш пізніх показів були переозвучені невідомою актрисою
- Біллі Де Вульф — Професор Гінкль
- Пол Фріс — дорожній інспектор / білетер / Санта Клаус

## Цікаві факти
- Паротяг в поїзді, на якому їздять головні герої, — американський локомотив 2-2-2 (за українською системою — 1-1-1).

## Сиквели
- Зимова Країна Чудес Фрості (Frosty's Winter Wonderland) (1976)
- Рудольф і Фрості: Різдво в липні (Rudolph and Frosty's Christmas in July) (1979)
- Повернення Фрості (Frosty Returns) (1992)
- Легенда про сніговика Фрості (The Legend of Frosty the Snowman) (2005)